# Mecanisme d'avanç intermitent

Principal acció d'una Creu de Malta

Animació d'un obturador de disc rotatiu. Les persianes giratòries giren davant la porta del film, permetent alternativament que la llum de la lent colpeixi la pel·lícula o la bloquegi.

Un mecanisme d'avanç intermitent és un dispositiu o moviment que avança un objecte, xarxa, o pel·lícula de plàstic de forma regular tot mantenint-lo a un mateix lloc. Aquest procés s'utilitza generalment dins el món de la indústria i la fabricació.
Aquest moviment és fonamental per a l'ús de la pel·lícula en una càmera de cinema o projector cinematogràfic. Això és degut al contrast d'un mecanisme continu, a través del qual la pel·lícula està constantment en moviment i la imatge s'aguanta de forma estable a través de mètodes òptics o electrònics. El motiu pel qual el mecanisme d'avanç intermitent funciona per l'espectador és a causa d'un fenomen anomenat persistència visual.

## Història
Els mecanismes d'avanç intermitent van ser utilitzats primerament en les màquines de cosir per tal que la tela fos foradada correctament - assegurant que estigués immòbil a mesura que fa cada punt, mentre es mou la distància requerida entre punts.

## Mètodes usats

Mecanisme d'avanç intermitent al projector Soviet Luch-28mm, basat en un Triangle de Reuleaux

El mecanisme d'avanç intermitent ha de ser emprat en sincronització amb un obturador de disc rotatiu el qual bloqueja la transmissió de la llum durant el moviment de la pel·lícula i permet el pas de la llum quan la pel·lícula es manté al lloc, normalment amb l'ajut d'un o més passadors.
El mecanisme d'avanç intermitent pot aconseguir-se de moltes maneres, però normalment, és fet amb rodes dentades, urpes o passadors acoblats a la càmera o al mecanisme de projecció.
Dins dels projectors cinematogràfics, el moviment intermitent s'acostuma a produir gràcies al mecanisme de la Creu de Malta.
Tanmateix, en una càmera cinematogràfica, el moviment intermitent s'aconsegueix a través d'un procés on l'obturador s'obre exposant el negatiu a la llum per una fracció de segon. Un cop l'obturador és totalment tancat, una urpa estira el següent fotograma del negatiu agafant-lo del forat de la roda dentada cap a l'obertura de la càmera i el procés comença un altre cop, i així successivament. Un projector cinematogràfic funciona d'una manera molt similar.

El període d'exposició estàndard per la càmera regular a Nord-amèrica és d'1/48 fraccions de segon, la qual correspon a 180 graus. Anteriorment, eren populars els obturadors de 200 graus, quan el color de la pel·lícula negativa tenia un ASA de 50. Avui en dia, el color de la pel·lícula negativa està disponible en un ASA de 500.